# دينت بلانش
دينت بلانش (بالإنجليزية: Dent Blanche)‏ هو أحد جبال سلسلة جبال الألب بينيني ويقع في كانتون فاليز في سويسرا. يحتل المرتبة رقم 6 في قائمة جبال سويسرا من حيث الارتفاع، إذ يبلغ ارتفاعه حوالي 4357 متر، بينما يبلغ ارتفاع نتوء الجبل 915 متر، هذا وقد سجل أول وصول لقمة الجبل عام 1862.